# Erythrostemon
Genre
Classification phylogénétique
Erythrostemon est un genre de plantes à fleurs de la famille des Caesalpiniaceae selon la classification classique, ou des Fabaceae (sous-famille des Caesalpinioideae) selon la classification phylogénétique.

## Liste d'espèces
- Erythrostemon caudatus (Gray) E. Gagnon & G.P. Lewis
- Erythrostemon exostemma (DC.) E. Gagnon & G.P. Lewis avec des sous-espèces :
  - Erythrostemon exostemma subsp. exostemma, synonyme Caesalpinia conzattii (Rose) Standl., 1934
  - Erythrostemon exostemma subsp. tampicoanus (Britton & Rose) E. Gagnon & G. P. Lewis
- Erythrostemon gilliesii (Hook.) Klotzsch - Césalpinie de Gillies
- Erythrostemon mexicanus (Gray) E. Gagnon & G. P. Lewis

|                         |
| Erythrostemon angulatus |

|                         |
| Erythrostemon gilliesii |

|                            |
| Erythrostemon yucatanensis |